# Mwawaza
Mwawaza è una circoscrizione rurale (rural ward) della Tanzania situata nel distretto urbano di Shinyanga, regione di Shinyanga. Conta una popolazione di 5 665 abitanti (censimento 2012).